# 福島和可菜
福島 和可菜（ふくしま わかな、1982年12月2日 - ）は、日本のタレント、女優、元自衛官、マラソン＆ウルトラマラソン＆トレイルランナー。
北海道函館市出身。元陸上自衛官で、得意のフルマラソンでは「女性芸能人初のサブ3（2時間59分05秒）」を達成している。

## 人物・来歴
1982年、函館市生まれ。元陸上自衛官（北海道 旭川駐屯地 第2師団第2特科連隊第1特科大隊本部管理中隊 ）
高校卒業後は2001年から2005年まで陸上自衛隊に勤務、その後上京しタレントへ。
その経歴と運動神経からアウトドアスポーツでは、釣り・トレイルランニング・マラソン・登山などを得意とする。
2016年10月9日開催の「シカゴマラソン2016」では自己記録更新（2時間59分05秒）と共に「女性芸能人初のサブ3」を達成した。芸能界フルマラソン最強女王。「東京マラソン2019」でもサブ3で完走、自身3度目のサブ3を果たした。
トレイルでも「信越五岳トレイルランニングレース2017」で110km女子の部 に妹である舞のペーサーとして参戦、見事に姉妹で優勝を果たした。また、自身も完走率31%の過酷なトレイルレース「第1回奥三河パワートレイル63km」で女子総合優勝をしている。
テレビではBS-TBS「釣り百景」、NHK-BS「ランスマ倶楽部」に出演。
ラジオでは、FM NACK5・FM ヨコハマ・FM FUJI・FMいるかでもレギュラー番組を持つ。
シマノアクティブアンバサダー、2025ケアンズマラソンアンバサダー、はこだて観光大使、豊富町観光大使、御岳健康大使、小松島市ふるさとアンバサダー、上野村アドベンチャースポーツアンバサダー、裾野S-SPOアンバサダーも務める。
オンラインサロン「RUN&BEER 走って、飲んで、食べよう会！」、オンラインランニングチーム「With Run」でも多くのランナーメンバー達と楽しく活動中！

## 経歴・履歴
元陸上自衛官というキャリアを生かし『KUNOICHI』や『海筋肉王 〜バイキング〜』『オールスター感謝祭』にも出場、TBS『オールスター感謝祭’11秋』～赤坂5丁目ミニマラソン～では2位に入賞した。
魚釣りとバイクが大好き。また、子どもの頃は家族でクワガタ採りによく行っており、コクワガタの累代飼育にチャレンジしていた。クワガタ好きが高じて主婦と生活社から発刊された「見てわかる!親子で楽しむクワガタムシ」の付録DVDに出演。見てわかるはじめての船釣りとDVDに出演していた。
実妹はタレントの福島舞で、彼女もまた自衛官の経験がある。妹とは姉妹ユニット『Buddy2』を組んでいたが、舞の芸能活動休止に伴い解散。これは舞のブログにて発表された。
2012年7月29日に北海道天塩郡豊富町の『豊富観光大使』に任命。その後は『東京都青梅市 御岳健康大使』・『はこだて観光大使』も務める。2022年1月24日に徳島県小松島市を全国にPRするふるさとアンバサダーに任命。2022年5月には、静岡県裾野市スポーツツーリズム推進協議会から同協議会のアンバサダーに認定された。
2011年には、広瀬香美プロデュース曲で歌手デビューもした。
愛称は『ワカナン』・『ワッカーナ』。北海道函館工業高等学校卒業。エヌフォースプロモーションを経てサンミュージックプロダクション所属。

## 主な成績・記録
| 年月       | 大会                                            | 距離                 | 順位              | 記録                               | 備考                                   |
| ---------- | ----------------------------------------------- | -------------------- | ----------------- | ---------------------------------- | -------------------------------------- |
| 2006年12月 | 2006ホノルルマラソン                            | フルマラソン         |                   | 5時間05分00秒                      | 初フルマラソン                         |
| 2010年7月  | OSJおんたけウルトラトレイル100km                | 100km                | 20代女子の部4位   | 19時間24分44秒                     | 初トレイルランニング大会               |
| 2011年7月  | SALOMON The 4100D マウントトレイルin野沢温泉65K | 65km                 | 20代女子の部1位   | 15時間53分                         |                                        |
| 2012年7月  | OSJおんたけウルトラトレイル100km                | 100km                | 20代女子の部2位   | 15時間42分14秒                     |                                        |
| 2014年1月  | Reebok SPARTAN RACE                             | 7km(障害物)          | スプリントの部4位 | 1時間09分41秒                      |                                        |
| 2014年10月 | 大阪マラソン                                    | フルマラソン         |                   | 3時間26分                          | 自己ベスト更新                         |
| 2015年3月  | 第4回 調布テンケーマラソン                      | 10km                 |                   | 39分43秒                           | 自己ベスト更新                         |
| 2015年4月  | 第1回 奥三河パワートレイル                      | 63km                 | 女子総合優勝      | 10時間10分27秒                     |                                        |
| 2015年5月  | ノーザンホースパークマラソン2015                | ハーフ+トレイル(7km) | 女子総合2位       | 1時間30分56秒+30分51秒（トレイル） |                                        |
| 2015年10月 | 大阪マラソン                                    | フルマラソン         |                   | 3時間09分                          | 自己ベスト更新                         |
| 2015年11月 | 第1回 Fun Trails50K TwoLakes&GrwwnLine          | 50km                 | 女子総合2位       | 8時間04分31秒                      |                                        |
| 2016年1月  | 2016ハイテクハーフマラソン                      | ハーフ               |                   | 1時間27分17秒                      | 自己ベスト                             |
| 2016年2月  | 東京マラソン                                    | フルマラソン         |                   | 3時間03分42秒                      | 自己ベスト更新                         |
| 2016年10月 | シカゴマラソン2016                              | フルマラソン         |                   | 2時間59分05秒                      | 女性芸能人初のサブ3達成 自己ベスト更新 |
| 2017年2月  | 東京マラソン                                    | フルマラソン         |                   | 2時間57分51秒                      | 自己ベスト更新                         |
| 2019年3月  | 東京マラソン                                    | フルマラソン         |                   | 2時間59分46秒                      |                                        |

## 出演

### テレビ番組
- 釣り百景（BS-TBS）
- やりすぎコージー（テレビ東京）
- 芸能人専用タクシー し〜たく（テレビ東京）
- 女優魂 ※元陸上自衛官の回に出演（中京テレビ）
- ものまねバトル40 ※広瀬香美のものまねで出演（日本テレビ）
- 時空警察ヴェッカーシグナ（2007年7月 - 、TOKYO MX）
- ギアステーション（CS放送 釣りビジョン）
- 突撃!SEAソルジャー（CS放送 釣りビジョン
- 加藤夏希・金子貴俊 BS4サテライトNAVI（2009年4月 - 9月、BS日テレ）
- NNN Newsリアルタイム リアル特集+（2010年1月8日、日本テレビ）リポーター
- オールスター感謝祭（2009年4月4日・2010年4月3日、2011年4月9日、2011年10月1日、TBS）[7]
- まりか＆ゆみこの真王伝説（2010年5月・7月、テレビ埼玉）
- news every.「特集」コーナー・リポーター（2010年 - 不定期、日本テレビ）
- 資格☆はばたく（2011年4月・6月・8月・10月・12月、2012年2月・NHK教育）田代さやかと交互に偶数月のリポーター[8]
- ウケウリ!! 〜天野QC研究所（2011年4月、日本テレビ）
- ピラメキーノ（2012年2月23日、テレビ東京）ドロP(水鉄砲バトル、元自衛官ポリス)
- とうほく元気です!TV（2012年4月 - 、東日本放送）
- ティーンズプロジェクト フレ☆フレ（2011年4月13日、NHK Eテレ）応援レポーター
- ホンマでっか!?TV（2014年9月17日、フジテレビ）
- ありがとッ!（2015年10月 - 2016年3月、テレビ神奈川） - 金曜日隔週レギュラー
- 2016年新春!ニッポンふるさとお宝祭り（2016年 NHK）
- 今日は山の日記念 みんなで登ろう!直伝「山の魅力」（2016年 BS11）
- ツール・ド・北海道（2016年 HTB）
- オールスター家族対抗歌合戦（2017年 フジテレビ）
- にっぽん百名山SP（2017年 NHKBS）
- 釣りびと万歳（2017年 NHK）
- ビートたけしのスポーツ大賞（2018年 テレビ朝日）
- それいけ!アンパンマンくらぶ（2018年 BS日テレ）
- 無人島0円生活（2018年 テレビ朝日）
- 芸能人対抗駅伝（2019年-2021年 テレビ東京）
- 世界の絶景をマラソンする!バルセロナ大会を走ってみた（2019年 BS朝日）
- 釣り百景（2019年-現在）
- 博多華丸・大吉のピンチで生き残る”知恵セブン”（2019年 RKB毎日放送）
- ふらっと あの街 旅ラン10キロ（2020年10月14日-2022年 NHKBSプレミアム）
- 池上彰の災害サバイバル（2021年 テレビ東京）
- 奄美アドベンチャージャーニー（2021年 NHK-BSP）
- いい伊豆みつけた（2021年5月[9] - 、伊豆急ケーブルネットワーク） - レポーター
  - 海の幸・山の幸西伊豆町キャンプのすすめ（2021年5月第三週）
  - 伊豆の“ 穴場 ”を探検しちゃおう！（2022年6月第二週）
  - 爽やかな風の中E-BIKEでらくらくサイクリング （2022年10月第一週）
  - “ 鎌倉 ”へと続く伊豆の歴史（2023年1月第一週）
  - 電車で来て、 車で巡る!稲取 の旅（2023年9月第一週）

- ランスマ倶楽部（2022年-現在）
- 絶景アドベンチャーワールド（2022年 NKH-BSP）
- 釣りびと万歳 SP 絶景とロマンの釣り旅へ（2022年 NHK-BSP）
- 武井壮のスポーツプラネット（2023年 NHK-BS1）
- 今日ドキッ！（2024年-現在 HBC）
- 千鳥の鬼レンチャン（2025年 フジテレビ）

### ラジオ番組
- ROOM to ROOM（2010年4月 - 9月、日曜日、FM-FUJI）
- 徳光和夫 とくモリ!歌謡サタデー（「21世紀少年!オトナだって遊び隊 レポーター」。2010年7月 - 、土曜日5:00 - 10:50、ニッポン放送）
- MAGICAL SNOWLAND（2009年10月 - 2011年3月、土曜日(毎年10月から翌年3月まで)NACK5）
- Buddy2 with Buddy!（2010年10月 - 、日曜日、FM-FUJI）
- JO-SPO（2012年4月 - 2012年9月、月～木曜日 12:10～12:20(「Fresh Up 9」内)、NACK5）

→（2012年10月 - 2017年3月、月～木曜日 10:10～10:20（「monaka」内）、NACK5）
→waka+（2017年4月-2021年3月、 SPO-NOW内 土曜日もしくは日曜日19:20～19:30、NACK
わかなカフェ（2017年4月8日 - 文化放送毎週土曜日 6:45～7:00）
- SHIMANO presents Fishing Café（2021年4月-、 N-FIELD内 土曜日18:40～19:00、NACK5）
- NACK5 COUNTDOWN SPECIAL 2012-2013（2012年12月31日20:00～2013年1月1日25:00、NACK5）
- FM FUJI 「福島和可菜の LET'S GO！GO OUT SUNDAY！！」（毎週日曜日 9:00～9:24）
- FM ヨコハマ「Route 847」内、「JOG STATION」（毎週土曜日 16:41～17:00）
- 「皆方流 THEナイト」内、「福島和可菜のSmileちょい足し」（FMいるか、毎週水曜日 17:47 - 17:59）

### CM
- サトウ食品「サトウの切り餅」（2010年11月20日 -）

## 作品

### CD
- Smileちょい足し、元気ちょい足し（2011年1月19日）ビクターエンタテインメント、ミニアルバム
- モチモチ・モテモテ（2012年1月4日）ビクターエンタテインメント （福島和可菜feat.ぷち観音 名義）
- Hello & Sunshine（2012年4月4日）ビクターエンタテインメント、シングル[10]（民教協制作テレビ番組「学びEye!」エンディングテーマ）
- ただいま（2021年１月１３日）SUN MUSIC PUBLISHING, INC.（加賀谷はつみ 福島和可菜）